# Campeonato de Escocia de Rugby 1984-85
El Campeonato de Escocia de Rugby (Scotland Division 1) de 1984-85 fue la decimosegunda edición del principal torneo de rugby de Escocia.

## Sistema de disputa
El torneo se disputó en formato de todos contra todos en la que cada equipo enfrentó a cada uno de sus rivales.
El equipo que al finalizar el torneo obtuviera mayor cantidad de puntos, se coronó como campeón del torneo, mientras que los dos últimos descendieron directamente a la División 2. 
Puntuación
Para ordenar a los equipos en la tabla de posiciones se los puntuará según los resultados obtenidos.
- 2 puntos por victoria.
- 1 puntos por empate.
- 0 puntos por derrota.

## Clasificación
| Pos. | Equipo              | Encuentros | Encuentros | Encuentros | Encuentros | Tantos | Tantos | Tantos | Puntos |
| Pos. | Equipo              | PJ         | PG         | PE         | PP         | F      | C      | Dif    | Puntos |
| ---- | ------------------- | ---------- | ---------- | ---------- | ---------- | ------ | ------ | ------ | ------ |
| 1.º  | Hawick RFC          | 13         | 12         | 0          | 1          | 412    | 126    | +286   | 24     |
| 2.º  | Kelso RFC           | 12         | 10         | 0          | 2          | 370    | 99     | +271   | 20     |
| 3.º  | Heriot's FP         | 12         | 9          | 0          | 3          | 217    | 140    | +77    | 18     |
| 4.º  | Boroughmuir RFC     | 12         | 8          | 0          | 4          | 214    | 150    | +64    | 16     |
| 5.º  | Stewart's Melville  | 13         | 7          | 0          | 6          | 220    | 176    | +44    | 14     |
| 6.º  | Gala RFC            | 12         | 7          | 0          | 5          | 226    | 213    | +13    | 14     |
| 7.º  | Edinburgh Accies    | 13         | 7          | 0          | 6          | 147    | 181    | -34    | 14     |
| 8.º  | Melrose RFC         | 13         | 5          | 1          | 7          | 162    | 204    | -42    | 11     |
| 9.º  | Selkirk             | 12         | 5          | 1          | 6          | 128    | 188    | -60    | 11     |
| 10.º | Jed-Forest          | 13         | 4          | 1          | 8          | 144    | 202    | -58    | 9      |
| 11.º | Watsonians          | 12         | 4          | 0          | 8          | 138    | 241    | -103   | 8      |
| 12.º | West of Scotland    | 13         | 3          | 0          | 10         | 139    | 232    | -93    | 6      |
| 13.º | Ayr RFC             | 13         | 3          | 0          | 10         | 102    | 225    | -123   | 6      |
| 14.º | Glasgow Academicals | 13         | 2          | 1          | 10         | 149    | 391    | -242   | 5      |

|  | Campeón.                    |
|  | Descendido a la División 2. |

| Bandera de Escocia |
| Campeón Hawick RFC |
| Octavo título      |